# Villevêque
Villevêque korábbi község Franciaország Loire mente régiójában, Maine-et-Loire megyében. 2019. január 1-jén Soucelles községgel egyesült és Rives-du-Loir-en-Anjou új község része lett.
Lakosainak száma 3037 fő (2018. január 1.). Villevêque Andard, Briollay, Corzé, Écouflant, Pellouailles-les-Vignes, Le Plessis-Grammoire, Verrières-en-Anjou, Sarrigné, Soucelles és Saint-Sylvain-d’Anjou községekkel határos.

## Népesség
A település népessége az elmúlt években az alábbi módon változott:
| Lakosok száma | 2870 | 2879 | 2994 | 2990 | 3037 |
|               | 2013 | 2015 | 2016 | 2017 | 2018 |